# Torneo de Marrakech 2022
El Grand Prix Hassan II 2022 fue un torneo de tenis que perteneció a la ATP en la categoría de ATP Tour 250. Se disputó entre el 4 y el 10 de abril de 2022 sobre polvo de ladrillo en el Royal Tennis Club Club en Marrakech (Marruecos).

## Distribución de puntos
| Modalidad            | Campeón | Finalista | Semifinales | Cuartos de final | 2ª ronda | 1ª ronda | Clasificados | 2ª ronda de clasificación | 1ª ronda de clasificación |
| Individual masculino | 250     | 165       | 100         | 50               | 25       | 0        | 13           | 7                         | 0                         |
| Dobles masculino     | 250     | 150       | 90          | 45               | 20       | 0        | -            | -                         | -                         |

## Cabezas de serie

### Individuales masculino
| Tenista                 | Ranking | Preclasificado |
| Félix Auger-Aliassime   | 9       | 1              |
| Daniel Evans            | 27      | 2              |
| Fabio Fognini           | 34      | 3              |
| Albert Ramos            | 35      | 4              |
| Federico Delbonis       | 36      | 5              |
| Botic van de Zandschulp | 42      | 6              |
| Alejandro Davidovich    | 43      | 7              |
| Laslo Djere             | 53      | 8              |
| Tallon Griekspoor       | 57      | 9              |

- Ranking del 21 de marzo de 2022.[2]

### Dobles masculino
| Tenista                                | Ranking | Preclasificado |
| Andrey Golubev Fabrice Martin          | 66      | 1              |
| Sander Gillé Joran Vliegen             | 67      | 2              |
| Ariel Behar Matwé Middelkoop           | 73      | 3              |
| Jonathan Erlich Édouard Roger-Vasselin | 110     | 4              |

## Campeones

### Individual masculino
David Goffin venció a  Alex Molčan por 3-6, 6-3, 6-3

### Dobles masculino
Rafael Matos /  David Vega Hernández vencieron a  Andrea Vavassori /  Jan Zieliński por 6-1, 7-5